# Artaxerxes II.

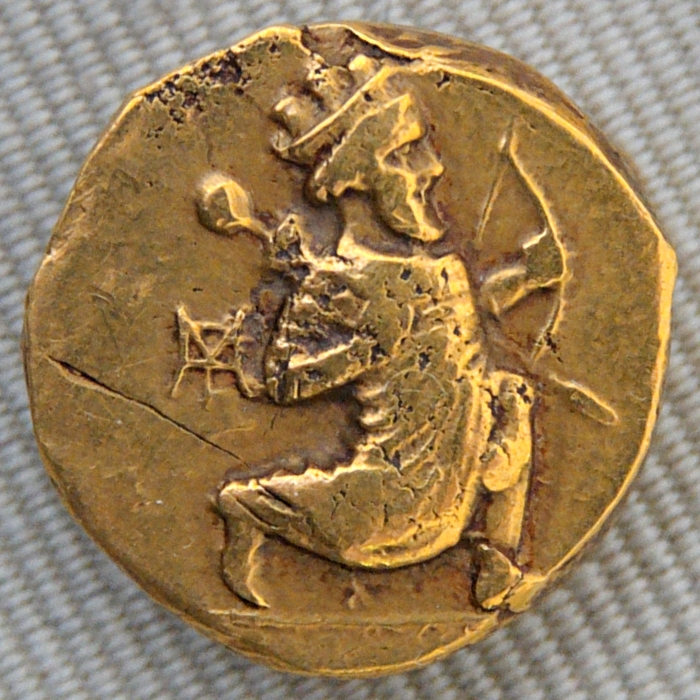
Dareikos mit Abbild von Artaxerxes II. (ca. 330 bis 300 v. Chr.)

Artaxerxes II. (Mnemon) (altpersisch 𐎠𐎼𐎫𐎧𐏁𐏂𐎠 Ŗtachschaçā; * etwa 453 v. Chr.; † 359/58 v. Chr.; ursprünglich hieß er wohl Arsikas bzw. Arsakes) war von 404 v. Chr. bis zu seinem Tod persischer Großkönig aus der Dynastie der Achämeniden. Er war der am längsten regierende Achämenidenkönig und konnte nach anfänglichen inneren Problemen Persiens Großmachtstellung wiederherstellen, nachdem diese jahrzehntelang unter den Erfolgen der Griechen und besonders des von Athen geführten Seebundes gelitten hatte.

## Leben

### Jugend
Plutarch berichtet, dass Artaxerxes (wobei Plutarch die Namensform Artoxerxes benutzt) bei seinem Tod 94 Jahre alt gewesen und 62 Jahre regiert haben soll, wenngleich hier auch ein Fehler vorliegen kann. Plutarchs Angaben zufolge wäre er 421 v. Chr. zum designierten Thronfolger seines Vaters aufgestiegen, was den persischen Sitten entsprechen würde. Die Angabe Diodors, dass Artaxerxes 42 Jahre regiert habe, ist bei näherer Betrachtung nicht widersprüchlich, da Diodor im Gegensatz zu Plutarch die Herrschaftsdauer erst ab der offiziellen Thronbesteigung 404 v. Chr. berechnete und seinen Tod auf 362/361 v. Chr. datierte. Die restlichen Überlieferungen erlauben ergänzend den Schluss, dass Artaxerxes auf jeden Fall vor der Thronbesteigung seines Vaters, der später als Großkönig den Thronnamen Dareios II. annahm, geboren wurde. Nach den Ausführungen von Plutarch ergibt sich für Artaxerxes etwa 453 v. Chr. als Geburtsjahr. Die in babylonischen Quellen aufgezeichneten Mondfinsternisse der Jahre 397 v. Chr., 378 v. Chr., 371 v. Chr., 367 v. Chr. und 360 v. Chr. sowie zwei Inschriften über die Sonnenfinsternis 369 v. Chr. belegen, dass sein erstes Regierungsjahr offiziell am 1. Nisannu (8. April) des Jahres 404 v. Chr. begann.
Auch Artaxerxes trug vor seiner Thronbesteigung einen anderen Namen. Plutarch, der eine (heute noch erhaltene) Biografie über Artaxerxes schrieb, gibt an, er habe in seiner Jugend Arsikas (bzw. Arsakes) geheißen. Einschränkend fügt er zwar hinzu, dass Dinon von Kolophon Artaxerxes als Oarses bezeichnete, dass aber der Bericht des Ktesias von Knidos hier mehr Glaubwürdigkeit besitze. Als Dareios bereits Großkönig war, gebar ihm seine Frau Parysatis als Mutter des Arsakes mit Kyros den zweiten Sohn. Neben Kyros hatte Arsakes noch weitere Geschwister, zumal Dareios neben Parysatis noch andere Ehefrauen hatte. Mit Parysatis soll Dareios insgesamt 13 Kinder gezeugt haben, berichtet Ktesias.
Arsakes soll in seiner Jugend sanftmütig und großzügig gewesen sein. Plutarch, dem wir diese Schilderung verdanken, beschreibt ihn als das genaue Gegenteil seines aufbrausenden und ehrgeizigen Bruders Kyros. Auf Wunsch seiner Eltern heiratete Arsakes Stateira, deren Bruder jedoch bald bei Dareios in Ungnade fiel und von diesem ermordet wurde. Als Dareios auch Stateira umbringen lassen wollte, konnte Arsakes seine Mutter Parysatis davon überzeugen, sie zu verschonen und auch die Ehe fortbestehen zu lassen.
Als Dareios im Winter 405/04 v. Chr. im Sterben lag, soll Parysatis versucht haben, ihn davon zu überzeugen, Kyros, der Plutarch zufolge ihr Lieblingssohn war, nach dem Recht der Purpurgeburt zum Thronfolger zu bestimmen. Dareios lehnte dies jedoch ab und ernannte Arsakes, den Erstgeborenen, zu seinem Nachfolger. Kyros sollte seine alte Position als Satrap von Lydien behalten und weiterhin als Oberbefehlshaber (karanos) in Kleinasien fungieren. Pierre Briant zufolge ist es allerdings fraglich, ob Dareios wirklich bis zum letzten Augenblick gewartet hat, um seinen Nachfolger zu bestimmen. Briant nimmt vielmehr an, dass Arsakes bereits einige Zeit vorher von Dareios dazu auserwählt worden war.

### Die Rebellion des Kyros
Als Dareios 404 v. Chr. starb, wurde Arsakes als Artaxerxes II. in Pasargadai zum Großkönig gekrönt. Kyros fand sich jedoch nicht damit ab und soll geplant haben, seinen Bruder zu ermorden. Der Plan wurde durch das Eingreifen des Satrapen Tissaphernes vereitelt. Kyros jedoch wurde auf Drängen seiner Mutter von Artaxerxes begnadigt. Pierre Briant vermutet, dass Kyros nie ein Attentat auf seinen Bruder geplant hat und die Geschichte erst später als Teil königlicher Propaganda verbreitet wurde, wenngleich der Konflikt zwischen den Brüdern offensichtlich war.
404 v. Chr. ging zudem Ägypten dem Perserreich nach längeren Unruhen und Kämpfen verloren. Kyros, der in Kleinasien Truppen gesammelt hatte, vor allem mehrere Tausend griechische Söldner, nutzte die Situation aus und begann im Frühjahr 401 v. Chr. den Feldzug gegen seinen Bruder. Als Vorwand für den Marsch von Sardis, der Residenz des Kyros, nach Osten diente ihm die Niederschlagung eines Aufstands in Kleinasien. Gleichzeitig hatte Sparta, wo man Kyros für dessen Unterstützung während des Peloponnesischen Krieges dankbar war, die Stellung von Schiffen versprochen.
Unter den Griechen im Heer des Kyros befand sich auch der spätere Geschichtsschreiber Xenophon, dem wir eine detaillierte Schilderung der folgenden Ereignisse verdanken (siehe Anabasis). Der Plan des Kyros wäre vielleicht aufgegangen, doch hatte der Satrap Tissaphernes den Großkönig vor der Rebellion gewarnt, so dass Artaxerxes Truppen zusammenziehen konnte. Im Herbst 401 v. Chr. kam es in Babylonien bei Kunaxa zur Schlacht. Die Truppen des Kyros schienen bereits zu siegen, als Kyros selbst einen waghalsigen Vorstoß unternahm, um seinen Bruder zu töten. Stattdessen wurde jedoch Kyros schwer verwundet und starb kurz darauf. Der Rückzug der (siegreichen) griechischen Söldner, der von Xenophon beschrieben wurde, stieß auf halbherzigen Widerstand der einzelnen Statthalter, gelang am Ende jedoch ohne nennenswerte Verluste.
Nach seinem Sieg ordnete Artaxerxes die Bestrafung der Anhänger des Kyros an, während er die ihm loyal gebliebenen Würdenträger reich belohnte. Bald schon hatte der Großkönig seine Position wieder gefestigt.

### Der Königsfrieden
Kurz nach dem Aufstand des Kyros konnte eine Invasion der Spartaner unter deren König Agesilaos II. abgewehrt werden. Die Spartaner hatten, wie bereits beschrieben, zu Kyros gehalten. Nach dessen Tod hatten sich auch mehrere griechische Städte in Kleinasien, die dieselbe Politik verfolgt hatten, an Sparta gewandt. Sie fühlten sich von der Politik des neuen persischen Generalgouverneurs Tissaphernes bedroht. Sparta reagierte und schickte Truppen. Von 399 bis 394 v. Chr. zogen sich die Kämpfe hin, schließlich mussten sich die Spartaner jedoch zurückziehen, nachdem die persische Flotte unter dem aus Athen stammenden Nauarchos (Admiral) Konon mehrere Siege errungen hatte und in Griechenland selbst die spartanische Hegemonie bedroht war.
Artaxerxes schien dem Ägäisraum mehr Bedeutung zuzumessen als seine Vorgänger. Im Korinthischen Krieg (399–386 v. Chr.) verbündete er sich mit Athen und Theben gegen Sparta. Als die Spartaner in Griechenland die Oberhand gewannen, sich aber nicht gegen die Perser durchsetzen konnten, wurde 387 v. Chr. in Sardis ein Friedensvertrag, der so genannte Königsfrieden, ausgehandelt, der im Folgejahr allen beteiligten Parteien vorgetragen wurde. Dabei hatte vor allem der spartanische Unterhändler Antalkidas den Großkönig zu überzeugen versucht, dass ein Bündnis mit Sparta für Persien vorteilhafter wäre. Der Wortlaut des Vertrages, der im Grunde ein persisches Diktat war, lautete:

„Großkönig Artaxerxes hält es für gerecht, dass die Städte in Kleinasien ihm gehören sollen und von den Inseln Klazomenai und Zypern. Die anderen Griechenstädte jedoch, große wie kleine, sollen autonom sein, außer Lemnos, Imbros und Skyros, die, wie in alten Zeiten, den Athenern gehören sollen (Kleruchien). Wer aber diesen Frieden nicht annimmt, gegen den werde ich Krieg führen zusammen mit denen, die dasselbe wollen, zu Land und zur See, mit Schiffen und mit Geld (…)“

Als Garant für den Frieden trat also der Großkönig ein. Sparta wurde hierfür als eine Art Vollstrecker eingesetzt, was praktisch bedeutete, dass die fast schon verlorene Rolle Spartas als Hegemon bestätigt wurde, was freilich in Griechenland für viel Unmut sorgte. Sparta sollte denn auch nur für wenige Jahre seine alte Machtstellung mühsam erhalten, nach der Niederlage gegen Theben 371 und 362 v. Chr. war auch dies vorbei. Persien hingegen hatte seine alte Vormachtstellung im östlichen Mittelmeerraum wieder errungen und konnte sich als der eigentliche Sieger fühlen.

### Die späten Jahre
Nachdem mit dem Königsfrieden die Westgrenze des Perserreiches, die seit den Perserkriegen für die Perser ein Problem darstellte, gesichert war, richtete Artaxerxes sein Augenmerk nun auf das abtrünnige Ägypten. Etwa um 375 v. Chr. wurde Datames, der Satrap von Kilikien, zum Oberbefehlshaber einer persischen Streitmacht ernannt, die das Land am Nil zurückgewinnen sollte. Da Datames jedoch in Kleinasien seine Macht beträchtlich ausweiten konnte, kam Artaxerxes ihm zunehmend mit Misstrauen entgegen und entzog ihm schließlich das Kommando. Stattdessen beauftragte er Pharnabazos und Iphikrates, doch der Feldzug scheiterte an dem erbitterten Widerstand der Ägypter, die von griechischen Hilfstruppen unterstützt wurden. Diese Niederlage war ein herber Schlag für Artaxerxes, der der Rückgewinnung Ägyptens höchste Priorität eingeräumt hatte. Es kam ebenfalls zu einem Aufstand der Kadusier, gegen die Artaxerxes persönlich zu Felde zog.
Im Westen hatte der Vertrauensverlust gegen Datames dazu geführt, dass dieser um 370 v. Chr. einen Aufstand anfachte, der bis vor kurzem als „großer Satrapenaufstand“ bekannt war und als für die Perserherrschaft unglaublich bedrohlich angesehen wurde. Die Forschung geht mittlerweile jedoch davon aus, dass es zu keinem Aufstand von solchen Ausmaßen gekommen war. Viele Details sind jedoch umstritten. Dennoch hatten im Westen mehrere Statthalter große Macht an sich gerissen, insbesondere Maussollos, der praktisch unabhängig vom Großkönig herrschte. In Griechenland entstand dadurch offenbar der Eindruck, dass Artaxerxes ein schwacher Herrscher war und seine Macht beschränkt war. Deshalb konnten Athen und Theben ihre Macht beträchtlich ausweiten und schließlich die Vorherrschaft der Spartaner bei Leuktra und Mantineia beenden. Artaxerxes war inzwischen ein alter Mann und hatte die Macht an der Westgrenze vor allem den dortigen Satrapen in die Hände gegeben, die hauptsächlich im eigenen Interesse handelten.
Währenddessen gab es Streitigkeiten um die Nachfolge des Artaxerxes. Dieser hatte seinen Sohn Dareios zum Nachfolger bestimmt, doch dessen jüngerer Bruder Ochos beanspruchte die Nachfolge für sich. Artaxerxes konnte wohl aufgrund seines hohen Alters seine Regelung nicht durchsetzen und Ochos ermordete seine Brüder Dareios, Ariaspes und Arsames und folgte seinem Vater nach dessen Tod als Artaxerxes III. auf den Thron. Das genaue Todesdatum ist unbekannt. Nach babylonischen Tafeln starb Artaxerxes zwischen November 359 v. Chr. (46. Regierungsjahr) und April 358 v. Chr. (47. Regierungsjahr).

### Bilanz der Herrschaft

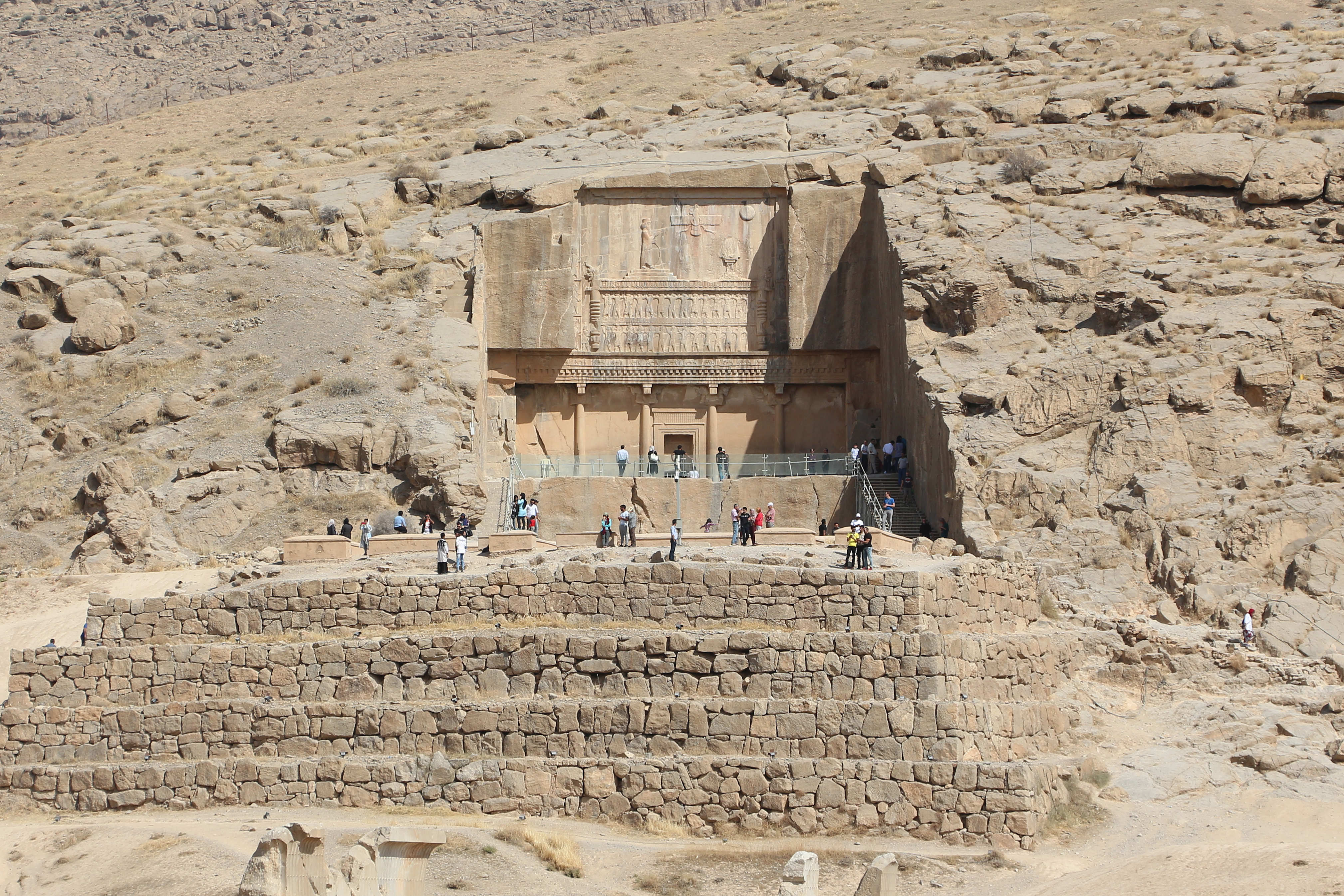
Felsengrab von Artaxerxes II. oder III.

Die griechischen Schriftsteller vermitteln häufig das Bild eines schwachen und machtlosen Herrschers. Daneben stellen sie auch seinen gütigen, gnädigen und sanften Charakter heraus, den sie allerdings gleichermaßen als Symbol der Verweichlichung des persischen Adels darstellen. Mit 45 Jahren war die Regierungszeit des Artaxerxes die längste aller Achaimenidenkönige, und er war einer der wenigen, die eines natürlichen Todes starben. Dies spricht dafür, dass Artaxerxes in seinem unmittelbaren (wenn auch nicht familiären) Umfeld viel Zustimmung und Unterstützung erhalten hat.
Als Bauherr war Artaxerxes in Ekbatana und Babylon, vor allem aber in Susa aktiv, das er anscheinend zu seiner Hauptresidenz machte. Jedenfalls wurde hier neben dem des Dareios I. ein zweiter großer Palast unter seiner Herrschaft gebaut. Als erster Achaimenidenkönig seit Kambyses II. wurde Artaxerxes nicht in Naqsch-e Rostam beigesetzt, sondern in Persepolis, wie auch sein Nachfolger Artaxerxes III.

## Familie und Nachkommen
Aus der Ehe mit Stateira sind drei Söhne des Artaxerxes bekannt: Dareios, Ariaspes und Ochos, von denen letzterer seine beiden Brüder sowie den unehelichen Bruder Arsames umbrachte und seinem Vater unter dem Namen Artaxerxes III. als Großkönig nachfolgte. Artaxerxes II. war zudem Onkel von Dareios III.
Die parthische Dynastie der Arsakiden berief sich auf Artaxerxes als Stammvater. Seine Tochter Apama wurde die Gattin von Pharnabazos, seine Tochter Rhodogune wurde Gattin des Orontes I. und begründete so die Verwandtschaft zu den Orontiden.

## Quellen

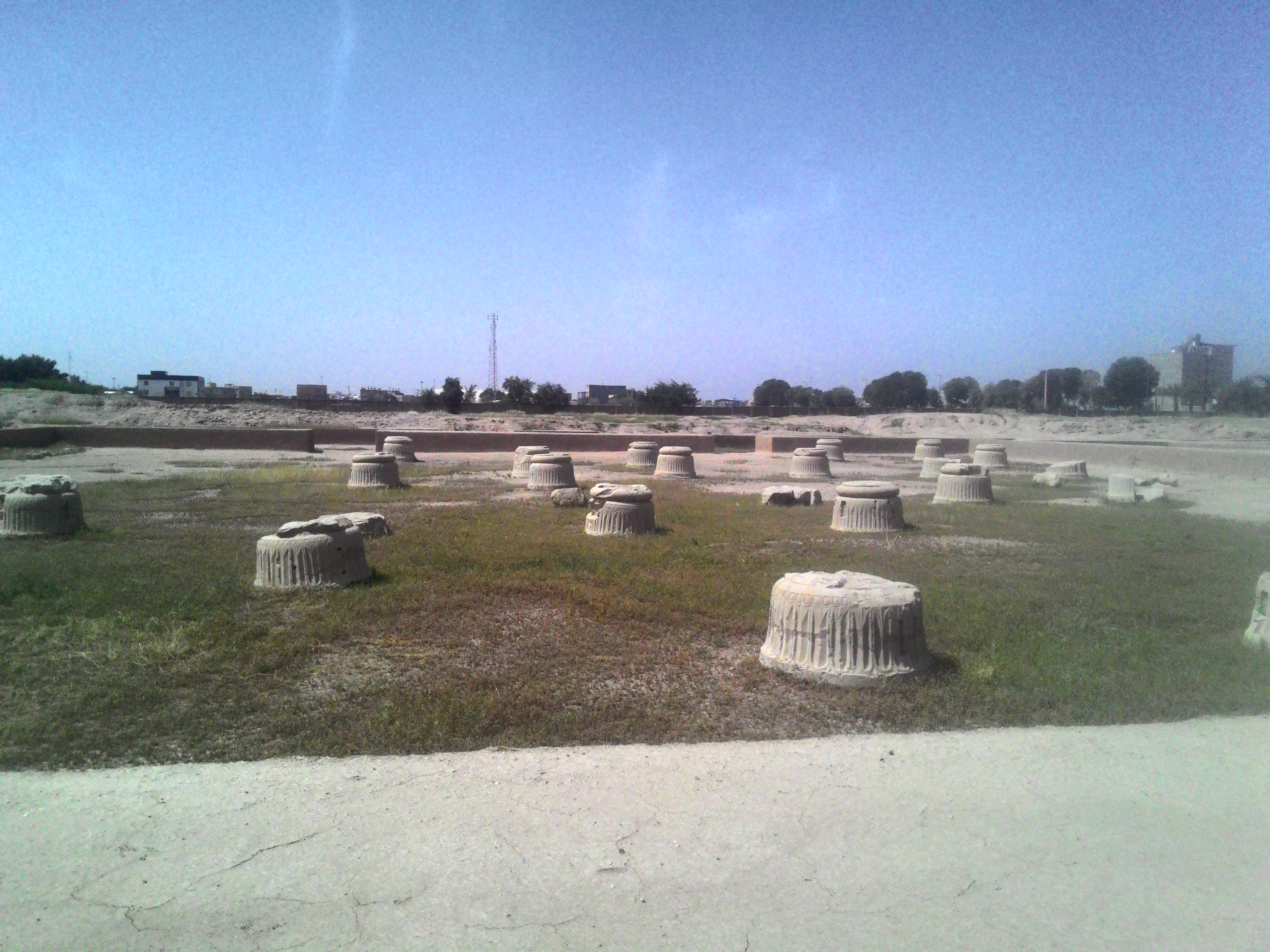
Reste des Artaxerxes II.-Palastes in Susa

## Stammbaum
|                                               |                                               |                                               |                                               |                                               |                                               |  |  | Artaxerxes II. Perserkönig | Artaxerxes II. Perserkönig | Artaxerxes II. Perserkönig | Artaxerxes II. Perserkönig | Artaxerxes II. Perserkönig | Artaxerxes II. Perserkönig |  |  | Amestris Prinzessin  | Amestris Prinzessin  | Amestris Prinzessin  | Amestris Prinzessin  | Amestris Prinzessin  | Amestris Prinzessin  |  |  | Kyros, der Jüngere Prinz | Kyros, der Jüngere Prinz | Kyros, der Jüngere Prinz | Kyros, der Jüngere Prinz | Kyros, der Jüngere Prinz | Kyros, der Jüngere Prinz |  |  | ? Prinz               | ? Prinz               | ? Prinz               | ? Prinz               | ? Prinz                                                                | ? Prinz                                                                |                                                                        |                                                                        | Ostanes Prinz                                                          | Ostanes Prinz                                                          | Ostanes Prinz      | Ostanes Prinz      | Ostanes Prinz                              | Ostanes Prinz                              |                                            |                                            |                                            |                                            |  |  |  |  |  |  |  |  |  |  |  |  |  |  |  |  |  |  |  |  |  |  |  |  |  |  |  |  |  |  |  |  |  |  |  |  |
|                                               |                                               |                                               |                                               |                                               |                                               |  |  | Artaxerxes II. Perserkönig | Artaxerxes II. Perserkönig | Artaxerxes II. Perserkönig | Artaxerxes II. Perserkönig | Artaxerxes II. Perserkönig | Artaxerxes II. Perserkönig |  |  | Amestris Prinzessin  | Amestris Prinzessin  | Amestris Prinzessin  | Amestris Prinzessin  | Amestris Prinzessin  | Amestris Prinzessin  |  |  | Kyros, der Jüngere Prinz | Kyros, der Jüngere Prinz | Kyros, der Jüngere Prinz | Kyros, der Jüngere Prinz | Kyros, der Jüngere Prinz | Kyros, der Jüngere Prinz |  |  | ? Prinz               | ? Prinz               | ? Prinz               | ? Prinz               | ? Prinz                                                                | ? Prinz                                                                |                                                                        |                                                                        | Ostanes Prinz                                                          | Ostanes Prinz                                                          | Ostanes Prinz      | Ostanes Prinz      | Ostanes Prinz                              | Ostanes Prinz                              |                                            |                                            |                                            |                                            |  |  |  |  |  |  |  |  |  |  |  |  |  |  |  |  |  |  |  |  |  |  |  |  |  |  |  |  |  |  |  |  |  |  |  |  |
|                                               |                                               |                                               |                                               |                                               |                                               |  |  |                            |                            |                            |                            |                            |                            |  |  |                      |                      |                      |                      |                      |                      |  |  |                          |                          |                          |                          |                          |                          |  |  |                       |                       |                       |                       |                                                                        |                                                                        |                                                                        |                                                                        |                                                                        |                                                                        |                    |                    |                                            |                                            |                                            |                                            |                                            |                                            |  |  |  |  |  |  |  |  |  |  |  |  |  |  |  |  |  |  |  |  |  |  |  |  |  |  |  |  |  |  |  |  |  |  |  |  |
| Artaxerxes III. Perserkönig (359–338 v. Chr.) | Artaxerxes III. Perserkönig (359–338 v. Chr.) | Artaxerxes III. Perserkönig (359–338 v. Chr.) | Artaxerxes III. Perserkönig (359–338 v. Chr.) | Artaxerxes III. Perserkönig (359–338 v. Chr.) | Artaxerxes III. Perserkönig (359–338 v. Chr.) |  |  | Ocha Prinz                 | Ocha Prinz                 | Ocha Prinz                 | Ocha Prinz                 | Ocha Prinz                 | Ocha Prinz                 |  |  | Rhodogune Prinzessin | Rhodogune Prinzessin | Rhodogune Prinzessin | Rhodogune Prinzessin | Rhodogune Prinzessin | Rhodogune Prinzessin |  |  | Apama Prinzessin         | Apama Prinzessin         | Apama Prinzessin         | Apama Prinzessin         | Apama Prinzessin         | Apama Prinzessin         |  |  | Sisygambis Prinzessin | Sisygambis Prinzessin | Sisygambis Prinzessin | Sisygambis Prinzessin | Sisygambis Prinzessin                                                  | Sisygambis Prinzessin                                                  |                                                                        |                                                                        | Arschama II. Prinz                                                     | Arschama II. Prinz                                                     | Arschama II. Prinz | Arschama II. Prinz | Arschama II. Prinz                         | Arschama II. Prinz                         |                                            |                                            |                                            |                                            |  |  |  |  |  |  |  |  |  |  |  |  |  |  |  |  |  |  |  |  |  |  |  |  |  |  |  |  |  |  |  |  |  |  |  |  |
| Artaxerxes III. Perserkönig (359–338 v. Chr.) | Artaxerxes III. Perserkönig (359–338 v. Chr.) | Artaxerxes III. Perserkönig (359–338 v. Chr.) | Artaxerxes III. Perserkönig (359–338 v. Chr.) | Artaxerxes III. Perserkönig (359–338 v. Chr.) | Artaxerxes III. Perserkönig (359–338 v. Chr.) |  |  | Ocha Prinz                 | Ocha Prinz                 | Ocha Prinz                 | Ocha Prinz                 | Ocha Prinz                 | Ocha Prinz                 |  |  | Rhodogune Prinzessin | Rhodogune Prinzessin | Rhodogune Prinzessin | Rhodogune Prinzessin | Rhodogune Prinzessin | Rhodogune Prinzessin |  |  | Apama Prinzessin         | Apama Prinzessin         | Apama Prinzessin         | Apama Prinzessin         | Apama Prinzessin         | Apama Prinzessin         |  |  | Sisygambis Prinzessin | Sisygambis Prinzessin | Sisygambis Prinzessin | Sisygambis Prinzessin | Sisygambis Prinzessin                                                  | Sisygambis Prinzessin                                                  |                                                                        |                                                                        | Arschama II. Prinz                                                     | Arschama II. Prinz                                                     | Arschama II. Prinz | Arschama II. Prinz | Arschama II. Prinz                         | Arschama II. Prinz                         |                                            |                                            |                                            |                                            |  |  |  |  |  |  |  |  |  |  |  |  |  |  |  |  |  |  |  |  |  |  |  |  |  |  |  |  |  |  |  |  |  |  |  |  |
|                                               |                                               |                                               |                                               |                                               |                                               |  |  |                            |                            |                            |                            |                            |                            |  |  |                      |                      |                      |                      |                      |                      |  |  |                          |                          |                          |                          |                          |                          |  |  |                       |                       |                       |                       |                                                                        |                                                                        |                                                                        |                                                                        |                                                                        |                                                                        |                    |                    |                                            |                                            |                                            |                                            |                                            |                                            |  |  |  |  |  |  |  |  |  |  |  |  |  |  |  |  |  |  |  |  |  |  |  |  |  |  |  |  |  |  |  |  |  |  |  |  |
| Arses Perserkönig (338–336 v. Chr.)           | Arses Perserkönig (338–336 v. Chr.)           | Arses Perserkönig (338–336 v. Chr.)           | Arses Perserkönig (338–336 v. Chr.)           | Arses Perserkönig (338–336 v. Chr.)           | Arses Perserkönig (338–336 v. Chr.)           |  |  | Parysatis Prinzessin       | Parysatis Prinzessin       | Parysatis Prinzessin       | Parysatis Prinzessin       | Parysatis Prinzessin       | Parysatis Prinzessin       |  |  |                      |                      |                      |                      |                      |                      |  |  |                          |                          |                          |                          |                          |                          |  |  |                       |                       |                       |                       | Oxathres Prinz                                                         | Oxathres Prinz                                                         | Oxathres Prinz                                                         | Oxathres Prinz                                                         | Oxathres Prinz                                                         | Oxathres Prinz                                                         |                    |                    | Dareios III. Perserkönig (336–330 v. Chr.) | Dareios III. Perserkönig (336–330 v. Chr.) | Dareios III. Perserkönig (336–330 v. Chr.) | Dareios III. Perserkönig (336–330 v. Chr.) | Dareios III. Perserkönig (336–330 v. Chr.) | Dareios III. Perserkönig (336–330 v. Chr.) |  |  |  |  |  |  |  |  |  |  |  |  |  |  |  |  |  |  |  |  |  |  |  |  |  |  |  |  |  |  |  |  |  |  |  |  |
| Arses Perserkönig (338–336 v. Chr.)           | Arses Perserkönig (338–336 v. Chr.)           | Arses Perserkönig (338–336 v. Chr.)           | Arses Perserkönig (338–336 v. Chr.)           | Arses Perserkönig (338–336 v. Chr.)           | Arses Perserkönig (338–336 v. Chr.)           |  |  | Parysatis Prinzessin       | Parysatis Prinzessin       | Parysatis Prinzessin       | Parysatis Prinzessin       | Parysatis Prinzessin       | Parysatis Prinzessin       |  |  |                      |                      |                      |                      |                      |                      |  |  |                          |                          |                          |                          |                          |                          |  |  |                       |                       |                       |                       | Oxathres Prinz                                                         | Oxathres Prinz                                                         | Oxathres Prinz                                                         | Oxathres Prinz                                                         | Oxathres Prinz                                                         | Oxathres Prinz                                                         |                    |                    | Dareios III. Perserkönig (336–330 v. Chr.) | Dareios III. Perserkönig (336–330 v. Chr.) | Dareios III. Perserkönig (336–330 v. Chr.) | Dareios III. Perserkönig (336–330 v. Chr.) | Dareios III. Perserkönig (336–330 v. Chr.) | Dareios III. Perserkönig (336–330 v. Chr.) |  |  |  |  |  |  |  |  |  |  |  |  |  |  |  |  |  |  |  |  |  |  |  |  |  |  |  |  |  |  |  |  |  |  |  |  |
|                                               |                                               |                                               |                                               |                                               |                                               |  |  |                            |                            |                            |                            |                            |                            |  |  |                      |                      |                      |                      |                      |                      |  |  |                          |                          |                          |                          |                          |                          |  |  |                       |                       |                       |                       | Alexander der Große König von Makedonien und Eroberer des Perserreichs | Alexander der Große König von Makedonien und Eroberer des Perserreichs | Alexander der Große König von Makedonien und Eroberer des Perserreichs | Alexander der Große König von Makedonien und Eroberer des Perserreichs | Alexander der Große König von Makedonien und Eroberer des Perserreichs | Alexander der Große König von Makedonien und Eroberer des Perserreichs |                    |                    | Stateira Prinzessin                        | Stateira Prinzessin                        | Stateira Prinzessin                        | Stateira Prinzessin                        | Stateira Prinzessin                        | Stateira Prinzessin                        |  |  |  |  |  |  |  |  |  |  |  |  |  |  |  |  |  |  |  |  |  |  |  |  |  |  |  |  |  |  |  |  |  |  |  |  |
|                                               |                                               |                                               |                                               |                                               |                                               |  |  |                            |                            |                            |                            |                            |                            |  |  |                      |                      |                      |                      |                      |                      |  |  |                          |                          |                          |                          |                          |                          |  |  |                       |                       |                       |                       | Alexander der Große König von Makedonien und Eroberer des Perserreichs | Alexander der Große König von Makedonien und Eroberer des Perserreichs | Alexander der Große König von Makedonien und Eroberer des Perserreichs | Alexander der Große König von Makedonien und Eroberer des Perserreichs | Alexander der Große König von Makedonien und Eroberer des Perserreichs | Alexander der Große König von Makedonien und Eroberer des Perserreichs |                    |                    | Stateira Prinzessin                        | Stateira Prinzessin                        | Stateira Prinzessin                        | Stateira Prinzessin                        | Stateira Prinzessin                        | Stateira Prinzessin                        |  |  |  |  |  |  |  |  |  |  |  |  |  |  |  |  |  |  |  |  |  |  |  |  |  |  |  |  |  |  |  |  |  |  |  |  |